# Kodominanz
Kodominanz  ist das Nebeneinanderbestehen mindestens zweier Faktoren (z. B. Erbmerkmale, Pflanzenarten etc.), deren Einfluss gleichermaßen stark wirksam bzw. bedeutsam ist. Der Begriff kam erstmals 1898 als neolatinisierende Wortbildung aus co(m) (miteinander) und dominare (herrschen) im Waldbau auf. Später wurde er auch auf die Genetik übertragen. Das Überwiegen des Einflusses eines Faktors nennt man hingegen Prädominanz oder kurz Dominanz.

## Genetik
In der Genetik wird der Ausdruck Kodominanz zur Beschreibung der phänotypisch (= im Erscheinungsbild) sichtbaren Ausprägung von Erbmerkmalen bei Organismen verwendet. Für Kodominanz ist Voraussetzung, dass ein Organismus zumindest diploid ist, also einen wenigstens zweifachen Chromosomensatz aufweist – dies ist bei den meisten Tieren und Pflanzen der Fall. Zudem muss der Träger unterschiedliche Varianten eines bestimmten Gens (Allele) besitzen, also heterozygot sein. Kodominanz kann daher nicht auftreten, wenn die vorliegenden Allele gleich sind, also bei Homozygotie.
Man spricht von Kodominanz, wenn die unterschiedlichen Allele eines Gens – also sowohl die mütterliche wie auch die väterliche Variante – im heterozygoten Zustand gleich stark wirken und im Phänotyp erscheinen. Dabei werden die Genprodukte beider Allele exprimiert und ihre zugehörigen Merkmale unabhängig voneinander ausgeprägt. Dieser Phänotyp, bei dem beide Merkmale nebeneinander ausgebildet sind, ist zu unterscheiden von dem Phänotyp mit Ausprägung einer dazwischenliegenden Mischform, wie sie beim intermediären Erbgang entsteht; diese Unterscheidung wird indes nicht einheitlich gehandhabt.
Ein Beispiel für Kodominanz ist die Vererbung der Blutgruppenmerkmale A und B im AB0-System. Hat ein Mensch von einem Elternteil die Erbanlage für die Blutgruppe A und vom anderen Elternteil jene für die Blutgruppe B geerbt, so weisen seine roten Blutkörperchen sowohl die Antigene A als auch die Antigene B auf. Seine Blutgruppe ist also AB. Dagegen ist der Erbgang bei Heterozygotie der Allele für A und 0 wie auch für B und 0 dominant-rezessiv, weil bei der Blutgruppe 0 überhaupt keine entsprechenden Antigene gebildet werden. Schon das Vorhandensein des jeweiligen dominanten Allels auf nur einem Chromosom des Chromosomenpaares reicht aus, um entsprechende Antigene zu bilden. In der Blutgruppenserologie spielt es also keine Rolle, ob jemand von seinen Eltern die Kombination A0 oder AA geerbt hat: In beiden Fällen lassen sich auf allen seinen roten Blutkörperchen A-Antigene nachweisen, was entsprechende Konsequenzen für eventuelle Bluttransfusionen nach sich zieht.
Ein weiteres Beispiel für Kodominanz ist das weniger bekannte (und für die Praxis weniger bedeutende) MN-Blutgruppensystem.

## Ökologie
Bezogen auf eine ökologische Lebensgemeinschaft bedeutet Kodominanz, dass mehrere Arten, Populationen oder auch Individuen nebeneinander bestehen, ohne sich gegenseitig zu verdrängen. Kodominanz schließt Konkurrenz, beispielsweise um Nahrungsquellen, nicht aus, doch gewinnt keine der betreffenden Arten auf die Dauer ein Übergewicht über die anderen. Dies kann gleichermaßen Tier- und Pflanzengemeinschaften betreffen; zum Beispiel heißt Kodominanz in einem Wald, dass mehrere Baumarten nebeneinander aufwachsen und sich nicht gegenseitig in den Schatten stellen.

## Dendrologie
Verzweigungen eines Baumes in gleichstarke Stämmlinge bzw. Äste werden ebenfalls kodominant genannt; umgangssprachlich nennt man solche Vergabelungen Zwiesel.